# Leonowicze (rejon postawski)
Leonowicze (biał. Лявонавічы; ros. Леоновичи) – wieś na Białorusi, w obwodzie witebskim, w rejonie postawskim, w sielsowiecie Komaje.

## Historia
W czasach zaborów zaścianek w gminie Komaje, w powiecie święciańskim Imperium Rosyjskiego. W 1866 roku miała 118 mieszkańców w 13 domach. W 1905 roku wymieniono dwie wsie i zaścianek. Leonowicze 1 liczyły 29 mieszkańców, 57 dziesięcin; Leonowicze 2 liczyły 63 mieszkańców, 19 dziesięcin, zaścianek Leonowicze liczył 8 mieszkańców, 20 dziesięcin.
W dwudziestoleciu międzywojennym wieś leżała w Polsce, w województwie wileńskim, w powiecie święciańskim, w gminie Komaje.
W 1931 w 20 domach zamieszkiwało 113 osób.
W wyniku napaści ZSRR na Polskę we wrześniu 1939 miejscowość znalazła się pod okupacją sowiecką. 2 listopada została włączona do Białoruskiej SRR. Od czerwca 1941 roku pod okupacją niemiecką. W 1944 miejscowość została ponownie zajęta przez wojska sowieckie i włączona do Białoruskiej SRR.